# Тускарора (язык)
Тускарора — язык народа тускарора, относится к северной ветви ирокезской семьи языков. Был распространён на юге канадской провинции Онтарио и северо-западе штата Нью-Йорк, в районе Ниагарского водопада. На данный момент считается мёртвым языком. На середину 1970-х годов имелось лишь 52 носителя в резервации тускарора в штате Нью-Йорк и в индейской резервации вблизи канадского города Брантфорд. Справочник Ethnologue сообщает лишь о 11 носителях на середину 1990-х годов (7 в Канаде и 4 — в США). Кеннет Паттерсон — последний носитель языка, скончался 2 декабря 2020 года.
Тускарора может показаться довольно сложным в части грамматики. Многие понятия нельзя выразить одним единственным словом, таким образом слова обычно состоят из нескольких компонентов. Для письменности использовалась латиница с некоторыми дополнениями и диакритикой.

## Порядок слов
Типичный для тускарора порядок слов — SVO. Иногда употребляется также VSO и OVS.В некоторых случаях все эти 3 типа являются грамматически правильными, например, предложение «Уильям увидел собаку»:
- SVO

wí:rv: n wahrákvʔ tsi: r
(Уильям он-увидел-это собака.)
- VSO

wahrákvʔ wí:rv: n tsi: r
(Он-увидел-это Уильям собака.)
- OSV

tsi: r wí:rv: n wahrákvʔ
(Собака Уильям он-увидел-это.)

## Фонология

### Гласные
В тускарора выделяют 4 оральных гласных звука и 1 назальный, не имеется дифтонгов. Гласные могут быть как краткими, так и долгими, таким образом в языке имеется 8 оральных /i ɛ a u iː ɛː aː uː/, и 2 назальных , /ə̃ ə̃ː/. Назальные звуки обычно обочначают на письме с помощью огонэка, а долгие — последующим < : >.

### Согласные
В тускарора имеется 10 согласных звуков, включая 3 гортанные смычки (/k/, /t/, и /ʔ/), 3 фрикативных (/s/, /θ/, и /h/), 1 назальную (/n/), 1 ротическую (/ɾ/) и 2 скользящих (/w/ и /j/). На самом деле диапазон звуков более широк, что достигается главным образом за счёт палатализации. В заимствованных словах иногда используются звуки /b/ и /f/.